# Antonio de San Jerónimo
Antonio de San Jerónimo (Vich, c. 1730 - Barcelona, 1802), de nombre secular Antonio Alabau i Quingles, fue un presbítero católico, religioso trinitario descalzo y cronista español, conocido por ser el primer escritor en redactar una historia sobre la ciudad de Vich.

## Biografía
Antonio Alabau i Quingles nació en Vich (Barcelona-España) hacia 1730. De joven ingresó en la Orden de la Santísima Trinidad y de los Cautivos en su ciudad natal. Fue secretario de la provincia de la Inmaculada Concepción de los trinitarios de España Norte. Desempeñó otros cargos eclesiásticos, especialmente el de Cronista general de la Orden trinitaria, oficio que le permitía recoger los datos históricos relacionados con esa Orden religiosa y con la historia de la Iglesia católica. Fue conventual de los conventos de Barcelona y Zaragoza. Entre otras obras, son de gran interés las escritas sobre la ciudad de Vich y sus personajes ilustres y una biografía sobre san Miguel de los Santos. Murió en Barcelona en 1802.

## Obras
Antonio Alabau i Quingles posee los siguientes títulos impresos:
- Relación de las sumptuosas fiestas con que la ciudad de Vich solemniza la traslación del Santísimo Sacramento y el Santo Cristo al nuevo templo del hospital, Vich 1753.[3]
- Oración fúnebre después de las fiestas de Vich en la traslación del Santísimo Sacramento y el Santo Cristo al nuevo templo del hospital, Vich 1753.[2]
- Vida del Beato Miguel de los Santos, Barcelona 1780.[3]
- Miscelánea de varias observaciones sobre las más notables antigüedades de la ciudad de Vich, Vich 1786.[2]